# 外滩街道 (上海市)
外滩街道，是中国上海黄浦区下属的一个街道，面积2.20平方公里，其中水域面积0.37平方公里。户籍人口11.44万人（2008年）。街道办事处办公场所设在山西南路350号12－13楼。

## 简介
在2006年底，外滩街道东临黄浦江与浦东新区梅园新村街道（陆家嘴地区）相望；北以苏州河为界与虹口区乍浦路街道及闸北区北站街道相邻；西至河南南路、河南中路、汉口路、福建中路一线，毗邻同属黄浦区的南京东路街道和金陵东路街道；南至新开河路、人民路，毗邻同属黄浦区的豫园街道和小东门街道。街道所辖地区有8所幼儿园、8所小学、7所中学、3所中专、职校、3所成人高校。
外滩地区位于外滩街道内，使得本街道成为上海市中心主要标志性地区之一。
2006年底，外滩街道辖11个居民委员会：汉口路、北京、宁波路、无锡路、东风、山东北路、虎丘路、永安路、四川南路、永胜路、中山东一路。
2007年，原金陵东路街道撤销，所属的山西、昭通、新建、瑞福、盛泽、宝兴、云南、福南、金陵等9个居委会并入外滩街道。其行政管辖范围：东至黄浦江；南至新开河北路、人民路、淮海东路；西至西藏南路、延安东路、福建中路、福州路、湖北路、汉口路、福建中路；北至苏州河。

## 近代建筑

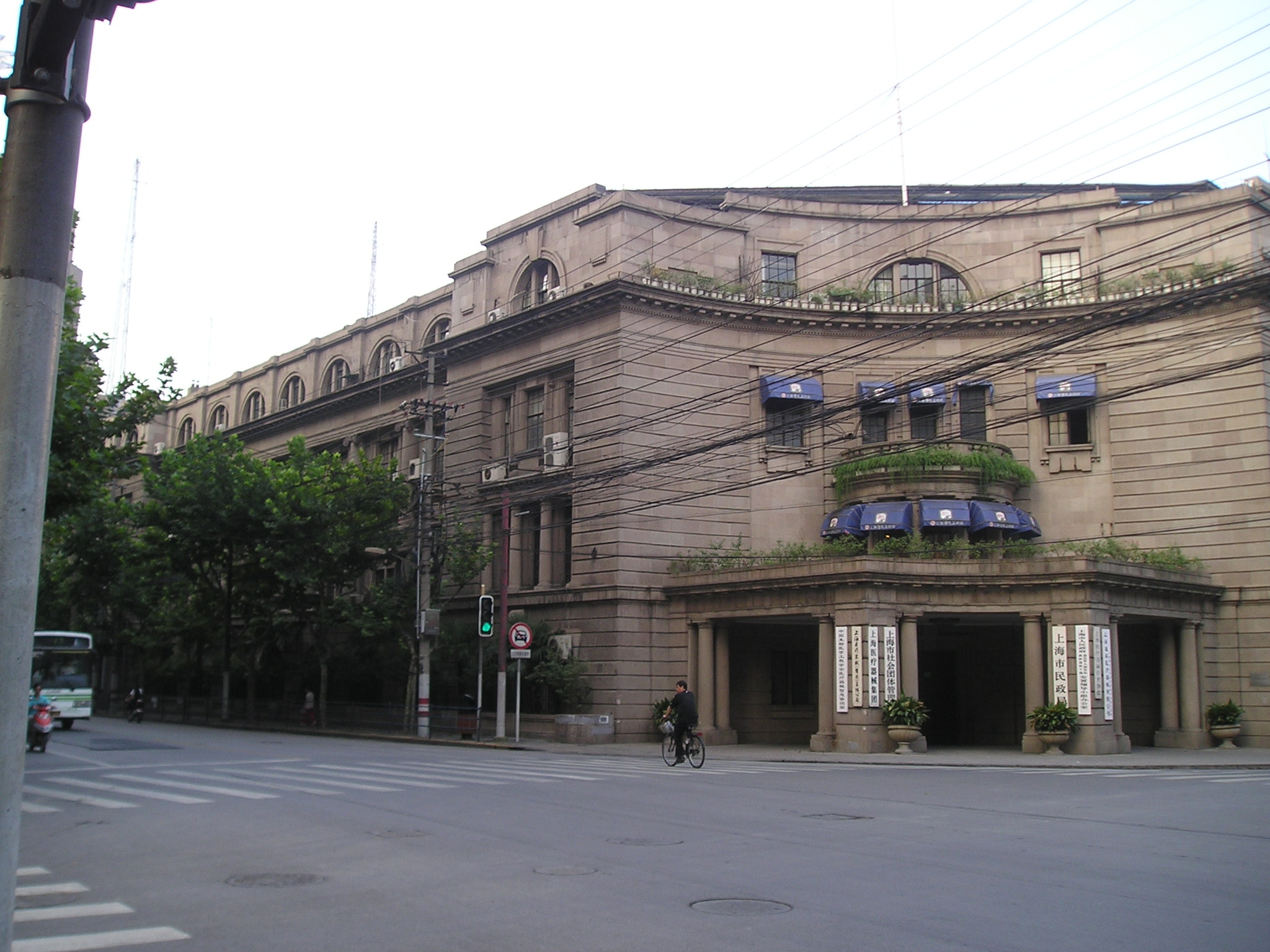
工部局大厦
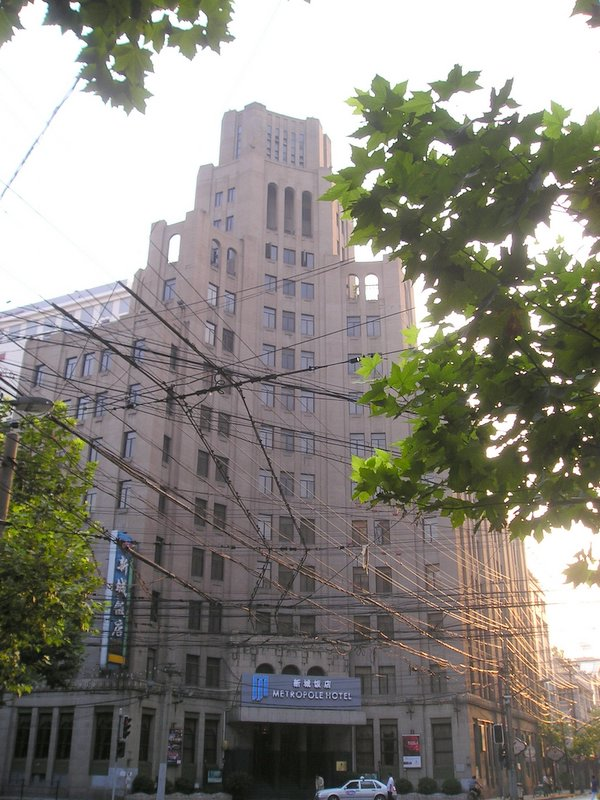
都城饭店
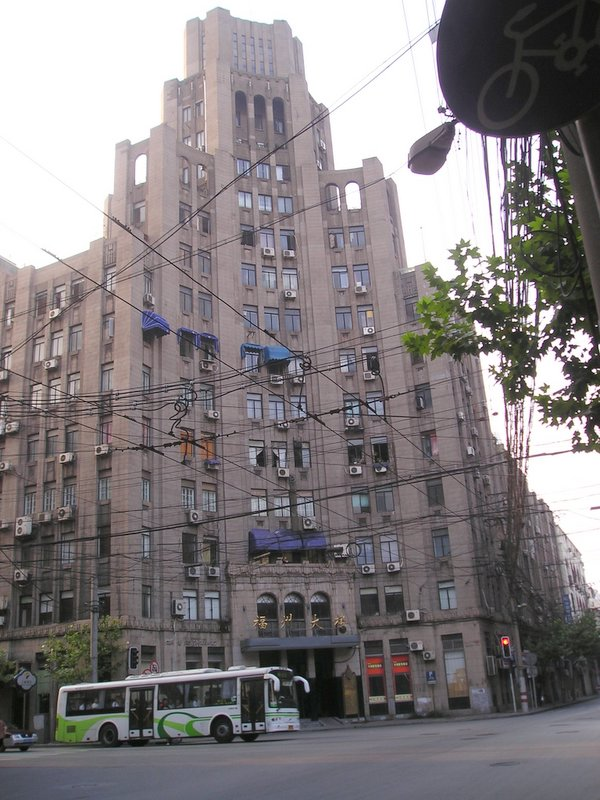
汉弥尔登大楼

## 行政区划
外滩街道下辖汉口路居委会、北京居委会、宁波路居委会、无锡路居委会、东风居委会、山东北路居委会、虎丘路居委会、永安路居委会、永胜路居委会、中山东一路居委会、盛泽居委会、金陵居委会、福南居委会、宝兴居委会、昭通路居委会、瑞福居委会、云南居委会、山西南路居委会、新建二村居委会。